# アクアルナ・エンターテイメント
アクアルナ・エンターテイメント株式会社は東京都千代田区に本社を置く企業。芸能事務所・レコードレーベルのArcJewel（アークジュエル）を運営。代表取締役は桂田誠。

## 概要
総合エンターテイメント会社として2006年に設立。桂田は秋葉原ディアステージ、そこから生まれたでんぱ組.inc、ディアステージアイドル部などに携わる。
2011年4月より女性アイドル専門の事務所/インディーズレーベル「ArcJewel」（アークジュエル）を開設。
2011年7月16日にガールズユニット&アイドル総合オフィシャルグッズショップ・アイドル横丁をアキバ☆ソフマップ1号店7Fにオープンさせる（2017年6月現在、アイドル横丁は株式会社横丁企画が運営。また、当該店舗は撤退している）。
2012年5月にはラジオNIKKEIとの番組連動型アイドルイベント「アイドルジェネレーション」を立ち上げる。

## アークジュエル
プロダクション・レーベル事業。代表・総合プロデューサーは桂田が務める。名前は「宝石（英: Jewel）をつなぐ架け橋（仏: Arc）」に由来する。
愛乙女☆DOLL、Chu☆Oh!Dollyは2018年1月1日よりディアステージ所属、ArcJewel&ディアステージの共同マネジメントプロジェクトのもと活動。桂田もディアステージ取締役に就任している。

### ユニット
- 愛乙女★DOLL（如月優衣・星野千那・咲舞のどか・真田美璃・桃乃あや・積木三ツ見・神楽彩加）
- Luce Twinkle Wink☆（宇佐美幸乃・板山紗織・咲本美桜・桧垣果穂・南雲芽依・一ノ瀬天音）
- Ange☆Reve（優木ゆうな・初季・星みのり・梓奈ふゆこ・月野澪香）
- Gran☆Ciel（旧：Jewel☆Ciel）（上丘鈴華・小林夢叶・益田くるみ・櫻かのん・麻乃愛可・松谷祐果・佐藤優衣）
- Jewel☆Garden（桜良真帆・宮瀬みか・仁科もえ・佐野鈴歌・花奏さくら・白河美空・乃咲菜那）
- Jewel☆Garden-Sprout!!（鈴木音々・伴菜々子・望月彩乃・立花なつみ）
- きゅ〜くる （豆塚あみ・佐藤愛唯・山本桜子・花城奈央・大柄心乃・原田莉緒・鹿野こはる）
- 太陽と踊れ月夜に唄え（三葉海緒）
- Euphonie☆（エルフィー・ポーポー・ソムソム・ツーペット）

### タレント
- 金澤有希 （きゅ～くるプロデューサー・タレント）

### 過去

#### ユニット
- Doll☆Elements（外崎梨香・小島瑠那・綾森あおい）（2013年7月にドリーミュージックへ移籍）
- Stella☆Beats（米満梨湖・小倉月奏・佐藤葵）（2018年5月にMATSURIへ移籍）
- Chu☆Oh!Dolly（大﨑瑠衣）
- Twinkle Project☆（松岡茉央・瀬川みさき・小花衣なこ・三島京華・鈴間きい・一之瀬凪・幸橋鈴和・京誉梨瑚）
- Jewel☆Rouge（花宮ことり・榎本佳純）
- Snow☆Feliz
- ArcJewel HOKKAIDO（信野樹奈・叶乃菫・小高千里・白咲華）
- ルーチェ研究生（上田りお）
- 愛乙女☆DOLL7期研究生（七瀬玲・水瀬こころ）
- Jewel☆Neige/Jewel☆Mare
- Jewel☆Mare&Rouge（羽月りこ）

#### タレント
- 花園まゆ
- 管野まりな
- 岩田あかね
- 松戸ミラノ
- 雛月麻衣
- 岩崎夢生
- 芦崎麻耶
- 都築かな
- 朝比奈花恋
- 為近あんな
- 星野愛菜
- 七瀬望美
- 笹木ありさ
- アヤ（黒田絢子）（仮面ライダーGIRLS）
- 愛野アミ
- 藤田あかり
- 澤田明菜
- 音咲セリナ
- 幸坂萌未
- 大島理緒
- 渡辺くるみ
- 山手キセキ
- 松脇朱里
- さいごうみずき
- 雨宮七々
- 早坂麻友子
- 神矢あおい
- 加々美ゆの
- 武田じゅり
- 中崎彩香
- 矢崎ちさ
- 佐々木里奈
- 磯有沙
- 白川あやね
- 常井侑紀（2016年1月まではベルエージェンシーに所属）
- 今木なこ
- ケルシー・パニゴニ
- 瀬戸真凜
- 佐伯遥
- 神崎祐奈
- 桜木琴歌
- 五十嵐彩伽
- 水川優
- 桜川ひめこ
- 希ノ瀬あやな
- 七宮さとり
- 山元美亜
- 眞城ゆうか
- 春野絵美莉
- 辻村美月
- 大部萌衣
- 吉川結理
- 桜羽那奈
- 木花萌
- 吉野ひかり
- 矢吹愛
- 桃璃美夢
- 和田帆乃夏
- 成瀬かこ
- 有沢美亜
- 錦織めぐみ
- 佐藤千花子
- 針谷早織
- 深沢紗希
- 松田あゆな
- 涼掛凛
- 小林杏実
- フルフィーフロイ
- たまごボーロ。
- 橋本りん
- 権田夏海
- 一色素良（八神すなほで活動中）
- 真城碧
- 星野白花
- 倉田かすみ
- 森咲ひなの
- 芹野梓桜
- 福村優月
- ナムフォン
- マイファーン
- 佐倉みき
- 日向春菜
- 前田美咲
- 星凪桃佳
- 新穂貴城
- 白兎めい
- 吉橋亜理砂
- 愛迫みゆ
- 佐嘉本りお
- 佐野友里子
- 太田里織菜
- 天音七星
- 夢咲りりあ
- 濱田菜々
- 牧野真琴
- 千葉思佳
- 白石ちさ音
- 城崎桃華
- 中川梨来
- 佐々木璃花
- 水野結愛
- 佐々木美紅
- 青山玲奈
- 新名音心
- 凪楽ひより(太陽と踊れ）
- 彩良菜月
- 小鳥遊ちゆ
- 橘はるか
- 望月希美奈
- 松本みいな
- ローズメリー
- ファーサイ
- 橋本美波
- 矢野美優
- 星奈りな
- 三戸りりか
- 香坂光海
- 莉颯美月
- キラキ イリア
- 楓美雪
- 雪城陽菜
- 叶乃てぃあ
- 椎名みゆ
- 観月おとは
- 百合野らん
- 伊芸彩

## 制作

### テレビ
- ArcJewelの地上波はじめました。（2016年10月4日 - 2017年9月26日、TOKYO MX）

### ラジオ
- ArcJewelのアイドル、「推してみませんか？」 （2024年4月15日 - 毎週月曜日、ラジオNIKKEI第1）